# جواد اطاعت
جواد اطاعت (زاده ۱۳۴۲) سیاستمدار ایرانی و استاد دانشگاه شهید بهشتی است. او پیشتر نماینده دوره ششم مجلس شورای اسلامی از حوزه انتخابیه داراب، و مدیرکل تحقیقات و مطالعات وزارت کشور از ۱۳۷۶ تا ۱۳۷۸ بوده است. مشاور وزیر کشور ۱۳۸۳ تا ۱۳۸۴ او هم‌اکنون استاد علوم سیاسی دانشگاه شهید بهشتی و عضو مؤسس و عضو شورای مرکزی اول و دوم حزب اعتماد ملی است.